# Aero Ae-02
O Aero Ae-02 foi um protótipo de caça monomotor biplano checoslovaco do início da década de 1920. Foi o primeiro caça desenvolvido pela Aero. A aeronave foi fabricada em 1920, com o protótipo realizando seu primeiro voo em 1921. Não foi produzida em série, apesar da aeronave pilotada por Josef Novák ter vencido uma competição no 1º Encontro de Aviação em Praga, onde ficou em primeiro lugar na categoria de voo acrobático e segundo na categoria de velocidade.